# Robert Rowiński
Robert Rowiński (ur. 20 maja 1984 w Koszalinie) – polski tancerz, choreograf i model.

## Życiorys
Jest synem Bożeny i Bogdana Rowińskich. Ma starszą siostrę, Wioletę. Studiował w Wyższej Szkole Turystyki i Rekreacji. Ukończył podyplomowe studia magisterskie na Wydziale Dziennikarstwa Uniwersytetu Warszawskiego oraz podjął doktorskie studia socjologiczne na Collegium Civitas; pracę doktorską pisał na temat psychologii emocji w tańcu.
Naukę tańca towarzyskiego rozpoczął w wieku 10 lat. Zawodowo tańczył z: Dominiką Zaprzałą, Kamilą Drezno, Kingą Jurecką, Olgą Kosminą i Amy Bennett. W trakcie kariery tanecznej reprezentował na turniejach Polskę, Estonię i Anglię. Reprezentuje najwyższą, międzynarodową klasę taneczną „S” w tańcach latynoamerykańskich i standardowych. W 2006 zadebiutował jako trener tańca w programie TVN Taniec z gwiazdami. Wystąpił w pięciu edycjach programu; partnerował kolejno: Anecie Kręglickiej (2006), Magdalenie Wójcik (2006), Halinie Mlynkovej (2007), Aleksandrze Szwed (2010) i Monice Pyrek (2010), z którą zwyciężył w finale dwunastej serii konkursu.
W 2010 założył studio tańca „Pasja” w Koszalinie, później otworzył szkołę również w Kołobrzegu. W latach 2010–2013 oraz w 2017 występował w spektaklu tanecznym Traviata wystawianym w Teatrze Wielkim w Warszawie. Przez dwa lata występował na tanecznych festiwalach w USA i Kanadzie. Jesienią 2017 zadebiutował jako trener tańca w irlandzkim programie rozrywkowym Dancing with the Stars. W 2022 zadebiutował jako trener tańca w programie Polsat Dancing with the Stars. Taniec z gwiazdami, partnerując prezenterce telewizyjnej Ilonie Krawczyńskiej, z którą zwyciężył w finale.